# Ordine al merito (Libano)
L'Ordine al merito (in arabo وسام الاستحقاق‎?, in francese Ordre du Mérite) è un ordine cavalleresco del Libano. Istituito nel 1922 è la più alta onorificenza libanese e viene assegnato ai civili che compiono atti di cavalleria e fedeltà alla Nazione, potendo essere conferito anche dopo la morte del beneficiario.

## Storia
Con la proclamazione dello Stato del Grande Libano nel 1920, le autorità del Mandato francese vollero creare una medaglia speciale che il governo libanese avrebbe assegnato a persome meritevoli e chiamato "Ordine al merito libanese". Venne così indetto un concorso per scegliere il miglior disegno, vinto dall'artista Georges Corm dopo aver presentato un disegno in cui un uomo libanese con l'abito tradizionale impediva a un leone di attaccare un villaggio libanese. Il presidente del Grande Libano emise la risoluzione n. 108 del 16 gennaio 1922 che istituiva l'onorificicenza, stabilendo il primo articolo che: “Una medaglia d'onore chiamata Medaglia al merito libanese è creata per premiare coloro che compiono atti di cavalleria e lealtà".
L'Ordine al merito libanese è stato poi disciplinato dal decreto relativo al codice della decorazione (Legge n. 122 del 12 giugno 1959).

## Classi
L'ordine dispone di due dignità e quattro classi ordinarie di benemerenza compone di due dignità e quattro classi ordinarie come segue:
- membro di classe eccezionale, assegnato di solito ai Capi di Stato;
- gran cordone, assegnato a primi ministri, reali e altri dignitari;
- membro di I classe, assegnato ai Colonnelli e Ufficiali di Bandiera con trent'anni di servizio;
- membro di II classe, per gli ufficiali con vent'anni di servizio;
- membro di III classe, per gli ufficiali e sottufficiali con quindici anni di servizio;
- membro di IV classe, per sottufficiali e soldati dopo quattordici anni di servizio attivo.

| Nastri              |                      |                     |                    |              |                              |
| Membro di IV classe | Membro di III classe | Membro di II classe | Membro di I classe | Gran Cordone | Membro di classe eccezionale |

## Insegne
- La gemma o decorazione dell'ordine è una stella d'oro a forma araba smaltata di rosso con cinque punte su cui sono montate sfere d'oro. Sulla stella c'è un'iscrizione araba calligrafata in oro. Non vi è alcuna elevazione a forma di corona o corona. Sulla stella rossa è posto un medaglione con una corona d'alloro legata con un nastro azzurro. Rami dorati sono dipinti sui cinque punti. La stella rossa si illumina su una stella d'argento.

- Il "nastro" è rosso con una striscia orizzontale bianca per tutte le classi tranne che per quella di gran cordone, il cui nastro è verde con una striscia centrale bianca e quella di membro di classe eccezionale, il cui nastro è completamente rosso.